# Церковь Бориса и Глеба (Санкт-Петербург)
Храм святых Бориса и Глеба на Калашниковской набережной (Борисоглебская церковь) — утраченный православный храм в Санкт-Петербурге, памятник архитектуры. Построен в 1866—1882 годах. Разрушен в советское время в 1975 году.

## История
После покушения на императора Александра II, произошедшего 4 апреля 1866 года, береговое купечество решило собрать средства на строительство храма. Сбор средств проходил под девизом «в благодарность Господу за его счастливое избавление».
Проект храма создан архитектором Михаилом Щуруповым и стал его первой крупной работой.
Пятикупольный храм возвышался на гранитном цоколе и носил в себе черты романского и русского архитектурных стилей.
В нём были устроены два придела: во имя Феодоровской иконы Божией Матери и преподобного Александра Свирского.
Храм был богато украшен снаружи, особенно значимыми стали барельефы двенадцати апостолов по периметру купола храма. Внутри церковь была обильно украшена росписями по стенам в русском стиле, кроме того, обращали на себя внимание порталы из серого гранита. Многоярусный резной иконостас церкви был создан по проекту архитектора Сергея Шестакова. Пол храма был выполнен в виде мраморных плит и паркета, в подвале здания разместились церковная библиотека и архив, хранилась церковная утварь.
Строительство храма затянулось по ряду причин: конфликт архитектора и заказчиков, финансовые трудности проекта, бюрократические проволочки. В результате к 1876 году Щурупов был отстранён от руководства строительством, отделкой храма руководили архитекторы Сергей Шестаков и Александр Резанов. Образа писали живописцы Васильев и Василий Пошехонов. Все работы были закончены к 1882 году, и 24 января храм был освящён.
При церкви существовало благотворительное общество, которое содержало приют для девочек-сирот и предоставляло единовременные и ежемесячные пособия нуждающимся.
Храм действовал до 1934 года, когда его закрыли. После этого были разобраны боковые главы и здание использовали в качестве завода комбикормов. В 1975 году здание взорвали. Ныне на его месте расположена автостоянка и проезжая часть Синопской набережной.
В результате проведенных изысканий объект археологического наследия «Фрагменты фундамента храма святых благоверных Бориса и Глеба 1869—1882 гг. с прилегающим культурным слоем» на Синопской набережной в октябре 2022 года был включён распоряжением КГИОП (№ 397-рп от 04.10.2022) в Единый государственный реестр в качестве выявленного объекта культурного наследия народов России.

## Современность
Фонд содействия строительству культовых сооружений Русской православной церкви в городе Санкт-Петербурге собирается воссоздать Борисоглебскую церковь на ближайшем участке. Планируется, что облик будет полностью воссоздан по фотографиям и чертежам, при этом центральная ось здания будет повернута на 90 градусов.
В 2021 году Совет по церковной архитектуре Санкт-Петербургского Союза архитекторов подготовил список из семи утраченных храмов, которые будут восстанавливаться в первую очередь, среди них указан и Борисоглебский.
В середине февраля 2023 года на месте храма были проведены археологические раскопки, во время которых удалось установить точные границы фундамента. Планируется, что оставшиеся конструкции музеефицируют и включат в новое здание храма.